# David Odonkor
David Odonkor (* 21. února 1984 v Bünde) je fotbalista německé reprezentace ghansko-německého původu, hrající v sezóně 2006/07 v mužstvu Real Betis Sevilla.
Odonkor hrál za mužstvo B a mužstvo A juniorů a amatérů klubu, brzy se však dostal do prvoligového mužstva BV Borussia Dortmund. Vysoce ceněna je zejména jeho rychlost (100 metrů za 10,7 sekundy). Odonkor byl pro mnohé překvapivě povolán do německé reprezentace pro zápasy mistrovství světa ve fotbale 2006.
V létě 2006 přestoupil z Borussie do španělského týmu Real Betis Sevilla.